# Ersin Destanoğlu
Ersin Destanoğlu (* 1. Januar 2001 in Gaziosmanpaşa in der Provinz Istanbul) ist ein türkischer Fußballtorhüter. Er steht seit Beginn seiner Profikarriere bei Beşiktaş Istanbul unter Vertrag. Außerdem ist er Nachwuchs-Nationalspieler seines Heimatlandes.

## Karriere

### Verein

#### Nachwuchs- und Reservekarriere
Destanoğlu kam 2001 in der Ortschaft Gaziosmanpaşa, eine Gemeinde und gleichzeitig Stadtteil der marmarischen Großstadtkommune Istanbul, auf die Welt. Er begann mit dem Vereinsfußball 2012 in der Istanbuler Nachbargemeinde Bayrampaşa in der Jugend von Bayrampaşaspor. Danach wechselte er 2013 in die Nachwuchsabteilung von Beşiktaş Istanbul. 2017 erhielt Destanoğlu mit 16 Jahren einen Profivertrag und stieg anfänglich in die Reservemannschaft (Beşiktaş Istanbul U21) der Profis auf. In der Saison 2017/18 gab er im September 2017 mit den U19-Junioren von Beşiktaş seine internationale UEFA-Vereinswettbewerbspielpremiere in der UEFA Youth League. Nebenbei kam Destanoğlu in derselben Saison mit 24 Einsätzen als Stammtorhüter in der türkischen U21-Meisterschaft häufig zum Einsatz und stieg mit der Beşiktaş U21 als Staffelmeister (Gruppe: SüperLig) in das U21-Meisterschaftsfinale 2018 auf. In diesem Finale verhinderte Destanoğlu in der Verlängerung ein Gegentor zu kassieren und seine Mannschaftskollegen sorgten in den Schlussminuten mit einem Tor für den U21-Titelgewinn.

#### Vollprofikarriere
Im nordhemisphärischen Herbst 2017 wurde Destanoğlu erstmals in den Pflichtspielkader als potentieller Einwechselspieler berufen. In der Spielzeit 2019/20 wurde im Mai 2020 vom leistungstechnisch „stets schwankenden“ Beşiktaş-Stammtorhüter Loris Karius die Zusammenarbeit auf Leihbasis mit Beşiktaş frühzeitig beendet, des sich seit April 2020 aufgrund ausstehenden Gehaltszahlungen anbahnte. Welches vom neuen Beşiktaş-Cheftrainer Sergen Yalçın die Entscheidung begrüßte, der seit Januar 2020 im Traineramt war. Trainer Yalçın vertraute den beiden türkischen Nachwuchstorhütern Destanoğlu und Utku Yuvakuran. Nach der temporären Unterbrechung der Saison zwischen März und Juni 2020, aufgrund der COVID-19-Pandemie, erhielt der unerfahrene Fußballprofi Destanoğlu vom Trainer das Vertrauen und den Vorzug vor dem älteren und erfahrenen Yuvakuran. Somit kam er am 13. Juni 2020 mit 19 Jahren zu seinem Profidebüt bei Beşiktaş Istanbul in einem Ligaspiel gegen Antalyaspor, das mit 1:2 verloren wurde. In seiner weiteren Zeit etablierte er sich als Stammtorhüter der Profimannschaft.
In der Spielzeit 2020/21 verlor Destanoğlu nach einer roten Karte in einem Ligaspiel im November 2020 temporär seinen Stammplatz als Torhüter, den er sich im Dezember 2020 zurückholte. Er verhalf der Mannschaft die türkische Profimeisterschaft der Süper Lig zu gewinnen, indem er unter anderem in 13 Ligaspielen in 35 Ligaspieleinsätzen ohne Gegentor verblieb. Damit hatte er die meisten gegentorlosen Ligaspiele der Spielzeit mit dem Trabzonspor- bzw. türkischen A-Nationaltorhüter Uğurcan Çakır, aber Çakır benötigte mehr Einsätze für 13 gegentorlose Ligaspiele. Mit seinen 20 Jahren gehört Destanoğlu zu den jüngsten Meister der Stammtorhüter in der Süper-Lig-Historie hinter Özcan Arkoç.
In der Spielzeit 2021/22 gehört Destanoğlu in der laufenden Ligasaison zu den besten Torhütern der Süper Lig, aufgrund seiner gegentorlosen Ligaspieleinsätzen und Gegentorquote. Im Oktober 2021 war er der Schlüsselspieler im Istanbuler Derby-Ligaspiel gegen den Galatasaray Istanbul, indem er in der Schlussphase einen geschossenen Handelfmeter des Gegners abwehrte und damit den 2:1-Derbysieg sicherte.

### Nationalmannschaft
Destanoğlu durchlief bisher die türkischen Nachwuchsnationalmannschaften von der U16 bis U19 und die U21. Er begann im April 2017 seine Nationalmannschaftskarriere bei den U16-Junioren mit zwei Einsätzen. Des Weiteren nahm Destanoğlu am Qualifikationsturnier der U19-Europameisterschaft 2020 teil.
Nach seinem Vereinsprofidebüt im Juni 2020 beim türkischen Erstligisten Beşiktaş Istanbul wurde Destanoğlu später im August 2020 erstmals für die türkische U21-Nationalmannschaft nominiert, für ein Qualifikationsspiel im September 2020 zur U21-Europameisterschaft 2021. In diesem erwähnten Qualifikationsspiel gab er mit 19 Jahren sein U21-Länderspieldebüt und das direkt in der Startelf. Nachdem verletzungsbedingten Ausfalls des türkischen A-Nationaltorhüters Altay Bayındır wurde er mit 20 Jahren im November 2021 vom A-Nationaltrainer Stefan Kuntz erstmals für die türkische A-Nationalmannschaft nominiert.

## Erfolge
- Beşiktaş Istanbul
  - U21-Mannschaft
    - Türkischer U21-Meister: 2017/18[4]

  - Profimannschaft
    - Türkischer Meister: 2020/21
    - Türkischer Supercupsieger: 2021
    - Türkischer Pokalsieger: 2020/21

  - Individuell
    - Berufung in das U20-Europateam des Jahres (IFFHS): 2020[24]
    - Berufung in das U20-Weltteam des Jahres (IFFHS): 2020[25]